# Popivți, Pohrebîșce
Popivți (în ucraineană Попівці) este un sat în comuna Sarajînți din raionul Pohrebîșce, regiunea Vinnița, Ucraina.

## Demografie
Componența lingvistică a localității Popivți
     Ucraineană (100%)
Conform recensământului din 2001, toată populația localității Popivți era vorbitoare de ucraineană (100%).